# Branchiocapitella singularis
Branchiocapitella singularis är en ringmaskart som beskrevs av Fauvel 1932. Branchiocapitella singularis ingår i släktet Branchiocapitella och familjen Capitellidae. Inga underarter finns listade i Catalogue of Life.